# 伊斯梅尔·蒙特斯
伊斯梅尔·蒙特斯（西班牙語：Ismael Montes，1861年10月5日—1933年10月16日），玻利维亚政治人物，曾于1904年至1909年、1913年至1917年两度担任玻利維亞總統。

## 生平
伊斯梅尔·蒙特斯出于一个富有的地主家庭，曾參與硝石战争，結果被智利軍隊俘虜。
1904年，蒙特斯甫出任总统时，派出外交代表与智利政府签署了《智利—玻利维亚和平与友谊协定》，此协定确立了当代智利和玻利维亚的国界线，玻利维亚政府也从此放弃了对出海口的索求，成为内陆国。